# Munasawagi Scarlet
„Munasawagi Scarlet” (jap. 胸さわぎスカーレット Munasawagi Sukāretto) – dwunasty singel zespołu Berryz Kōbō, wydany 6 grudnia 2006 roku przez wytwórnię Piccolo Town. Został wydany także jako „Single V” (DVD) 27 grudnia 2006 roku.
Singel osiągnął 12 pozycję w rankingu Oricon i pozostał na liście przez 5 tygodni, sprzedano 23 090 egzemplarzy.

## Lista utworów
| Nr | Tytuł                                                                                | Słowa  | Kompozycja | Aranżacja        | Czas |
| -- | ------------------------------------------------------------------------------------ | ------ | ---------- | ---------------- | ---- |
| 1. | "Munasawagi Scarlet" (jap. 胸さわぎスカーレット Munasawagi Sukāretto)                | Tsunku | Tsunku     | Kōichi Yuasa     |      |
| 2. | "Aitai kedo..." (jap. 会いたいけど...)                                               | Tsunku | Tsunku     | Yuichi Takahashi |      |
| 3. | "Munasawagi Scarlet" (jap. 胸さわぎスカーレット Munasawagi Sukāretto) (Instrumental) |        | Tsunku     | Kōichi Yuasa     |      |

Single V
| Nr | Tytuł                                                              | Czas |
| -- | ------------------------------------------------------------------ | ---- |
| 1. | "Munasawagi Scarlet" (jap. 胸さわぎスカーレット)                   |      |
| 2. | "Munasawagi Scarlet" (jap. 胸さわぎスカーレット) (Dance Shot Ver.) |      |
| 3. | "Making eizō" (jap. メイキング映像)                                |      |